# 紀南農業協同組合
紀南農業協同組合（きなんのうぎょうきょうどうくみあい、JA紀南）は、和歌山県田辺市に本所を置いていた農業協同組合。

## 概要
2003年4月1日に、田辺市及び西牟婁郡内にあった田辺市農業協同組合、紀南農業協同組合、白浜信用農業協同組合、とんだ農業協同組合、上富田農業協同組合、なかへち農業協同組合、日置川農業協同組合、すさみ町農業協同組合、串本町農業協同組合の9農協が合併して発足した。
2011年7月12日、南高梅の生産農家からの買い付け価格を横並びにするカルテルを結んでいた疑いが強まったとして、公正取引委員会は私的独占の禁止及び公正取引の確保に関する法律（独占禁止法）違反（不当な取引制限）の疑いで同組合への立ち入り検査を実施した。
2017年より、全国農業協同組合中央会（JA全中）の代表理事会長に紀南農協出身の中家徹が就任している。
2019年6月25日「高さ６ｍの倉庫屋根上で作業を行わせる際、踏み抜きによる危険を防止するための措置を講じなかった」（労働安全衛生法第21条、労働安全衛生規則第524条違反）として送検された。
2025年4月1日に、紀南農業協同組合を含む和歌山県内の全8農協が合併し、和歌山県農業協同組合が発足。

## 事業内容
- 営農指導事業
- 販売事業
- 店舗事業
- 金融事業
- 共済事業
- 加工事業
- 購買事業

## 事業区域
- 和歌山県田辺市の旧龍神村（紀州農業協同組合）及び旧本宮町（みくまの農業協同組合）を除く部分
- 和歌山県西牟婁郡上富田町
- 和歌山県西牟婁郡白浜町
- 和歌山県西牟婁郡すさみ町
- 和歌山県東牟婁郡串本町の旧串本町部分（旧古座町はみくまの農業協同組合）

## 拠点

### 本所・各部
- 本所
  - 〒646-0027　和歌山県田辺市朝日ケ丘24-17
- 営農経済本部
  - 〒646-0031　和歌山県田辺市高雄三丁目22-19

### 支所・店
- 上秋津支所
  - 〒646-0001　和歌山県田辺市上秋津2010-3
- 中央支所
  - 〒646-0005　和歌山県田辺市秋津町7-1
- 新庄支所
  - 〒646-0011　和歌山県田辺市新庄町672
- 東支所
  - 〒646-0014　和歌山県田辺市新万4-4
- 田辺支所
  - 〒646-0042　和歌山県田辺市南新町203
- 稲成店
  - 〒646-0051　和歌山県田辺市稲成町2779
- 芳養谷支所
  - 〒646-0057　和歌山県田辺市中芳養1102-1
- 上芳養店
  - 〒646-0101　和歌山県田辺市上芳養984-1
- 秋津川店
  - 〒646-0102　和歌山県田辺市秋津川668-1
- 長野店
  - 〒646-0213　和歌山県田辺市長野1315
- 三栖支所
  - 〒646-0215　和歌山県田辺市中三栖770
- 鮎川支所
  - 〒646-1101　和歌山県田辺市鮎川597-5
- 富里店
  - 〒646-1213　和歌山県田辺市下川下764
- 三川店
  - 〒646-1338　和歌山県田辺市合川635-5
- 近野店
  - 〒646-1402　和歌山県田辺市中辺路町近露907-1
- 栗栖川支所
  - 〒646-1421　和歌山県田辺市中辺路町栗栖川76-1
- 市ノ瀬店
  - 〒646-1111　和歌山県西牟婁郡上富田町市ノ瀬641-3
- 口熊野支所
  - 〒646-2102　和歌山県西牟婁郡上富田町岩田2430-1
- 朝来支所
  - 〒649-2105　和歌山県西牟婁郡上富田町朝来1401-1
- 市鹿野店
  - 〒646-0301　和歌山県西牟婁郡白浜町市鹿野984
- 白浜支所
  - 〒649-2211　和歌山県西牟婁郡白浜町1335-77
- とんだ支所
  - 〒649-2332　和歌山県西牟婁郡白浜町栄723-3
- 日置支所
  - 〒649-2511　和歌山県西牟婁郡白浜町日置21
- すさみ支所
  - 〒649-2621　和歌山県西牟婁郡すさみ町周参見3938
- 佐本店
  - 〒649-3161　和歌山県西牟婁郡すさみ町佐本中205-1
- 串本支所
  - 〒649-3503　和歌山県東牟婁郡串本町串本1735-77

## 産直店舗
- ファーマーズマーケット紀菜柑（きさいかん）
- 産直市場あぜみち

## 主な産物
- 梅（南高梅）
- みかん
- スモモ（大石早生・サンタローザ・ソルダムなど）
- 花卉（ガーベラ・ユリ・スターチス等）
- レタス